# Obsta
Obsta est une entreprise française spécialisée dans la fabrication de feux de balisage à décharge froide dans le néon très longue durée, led et xénon, pour les obstacles à la navigation aérienne.
Les lampes à décharge froide dans le néon ont la particularité d'avoir une durée de vie extrêmement longue. Ces lampes et leur optique sont en verre dur. Le verre offre une excellente durabilité, ne se raye pas et garde sa transparence quel que soit son environnement (rayonnement UV, température élevée, tempête de sable..).

## Historique
Depuis 1992, Obsta et la division protection surtension de Claude ont rejoint le groupe Citel.
Fabriqué depuis 50 ans, le Balisor est destiné au balisage lumineux des lignes haute tension.

## L'Entreprise

### Présentation
Obsta est issue de la société Claude, inventeur du tube néon et de la lampe à incandescence au krypton au début du siècle dernier. Depuis les années 1950, Obsta est spécialisée dans la fabrication de feux de balisage à décharge froide dans le néon pour les obstacles à la navigation aérienne.